# هيجه ضوكة (طور الباحة)

تعديل مصدري - تعديل

هيجه ضوكة هي إحدى قرى عزلة طور الباحة بمديرية طور الباحة التابعة لمحافظة لحج، بلغ تعداد سكانها 552 نسمة حسب تعداد اليمن لعام 2004.